# Калькуттский метрополитен
Калькуттский метрополитен (бенг. কলকাতা মেট্রো, хинди कोलकता मेट्रो) — система городского пассажирского транспорта в одном из крупнейших городов Индии — Калькутте. Открылся в 1984 году, став первым метрополитеном Индии. До 2022 г. в городе действовало 2 линии. В конце 2022 г. открылась первая очередь третьей линии. Ещё 3 линии находятся в стадии строительства или проектирования.

## История
После провозглашения независимости Индии в 1947 году страна испытывала серьёзные проблемы с транспортной инфраструктурой. В 1949 году губернатор Западной Бенгалии объявил о начале проектирования метрополитена. Началось строительство метро в 1969 году. Для этого были приглашены специалисты из СССР (ЛенМетроПроект) и Восточной Германии. Они начали строительство метро на трёх участках.
24 октября 1984 года состоялось открытие метрополитена.

## Строительство
Три линии в стадии строительства.

## Система
Метро состоит из трёх действующих линий, не связанных между собой. В проекте развития метрополитена предусмотрено строительство в ближайшие годы ещё трёх линий метро.

## Подвижной состав
Поезда Калькуттского метро используют индийскую колею — 1676 мм, которая шире европейской и русской. Поезда ходят в восьмивагонном исполнении.

## Станции
По состоянию на 2023 г. в системе имеются 3 линии и 40 станций, 17 из которых под землёй. Почти все станции имеют островные двухсторонние платформы. Примерное среднее расстояние между станциями — 1,14 км.

## Безопасность
На всех станциях метро установлены камеры видеонаблюдения.